# Northport, Washington
Northport är en kommun (town) i Stevens County i delstaten Washington i USA. Vid 2010 års folkräkning hade Northport 295 invånare.